# Noč' na 14-j paralleli
Noč' na 14-j paralleli (Ночь на 14-й параллели) è un film del 1971 diretto da Vladimir Markovič Šredel'.